# Recopa Sudamericana 2008

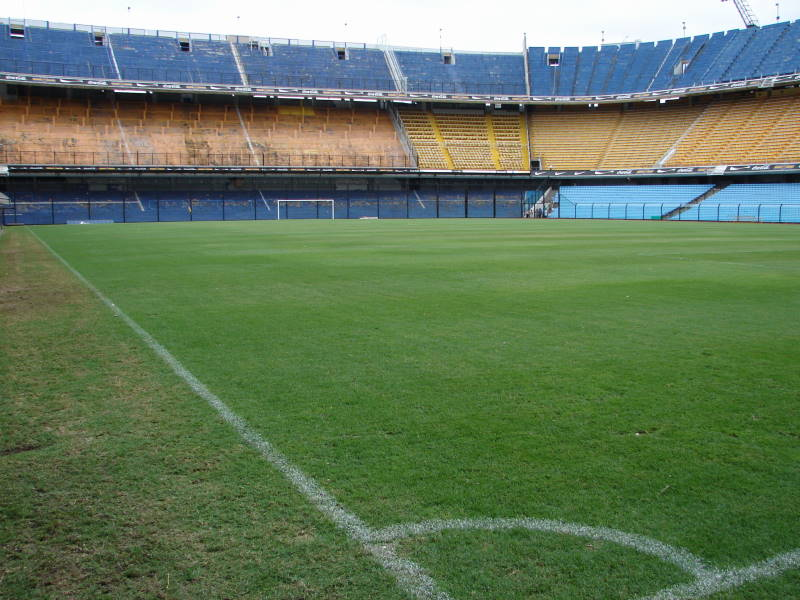
La Bombonera, stadio ove ebbe luogo la finale di ritorno della competizione

La Recopa Sudamericana 2008 è stata la sedicesima edizione della Recopa Sudamericana; in questa occasione a contendersi la coppa furono il vincitore della Coppa Libertadores 2007 e il vincitore della Coppa Sudamericana 2007.

## Tabellino

### Andata
| Arbitro: | Gabriel Favale |

| |            | |
| Sava 25’ | Marcatori  | 20’ Palermo 31’ Palacio 89’ Battaglia |
| · 45’ Mario Cuenca · Javier Gandolfi · Josimar Mosquera · Aníbal Matellán · 65’ Damián Pérez · 81’ Sebastián Carrera · Carlos Casteglione · Cristián Pellerano · Javier Yacuzzi · Alejandro Gómez · Facundo Sava · 45’ Cristian Campestrini · 65’ Darío Ludovino Espínola · 81’ Luciano Leguizamón | Formazioni | · Mauricio Caranta · Hugo Ibarra · Julio César Cáceres · Gabriel Paletta · Claudio Morel Rodríguez · Fabián Vargas · Sebastián Battaglia · Jesús Dátolo 90+1’ · Leandro Gracián 74’ · Rodrigo Palacio 74’ · Martín Palermo · Neri Cardozo 74’ · Ricardo Noir 74’ · Álvaro González 90+1’ |
| Daniel Garnero | Allenatori | Carlos Ischia |

### Ritorno
| Arbitro: | Saúl Laverni |

| |            | |
| Palacio 7’ Riquelme 90+3’ | Marcatori  | 59’ Carrera 70’ Matos |
| · Mauricio Caranta · Hugo Ibarra · Julio César Cáceres · Gabriel Paletta · Claudio Morel Rodríguez · Fabián Vargas · Sebastián Battaglia · 72’ Jesús Dátolo · Juan Román Riquelme · 75’ Rodrigo Palacio · Lucas Viatri · 72’ Cristian Chávez · 75’ Ricardo Noir | Formazioni | · Cristian Campestrini · Darío Ludovino Espínola · Carlos Báez 64’ · Aníbal Matellán · Cristián Díaz 80’ · Sebastián Carrera 89’ · Carlos Casteglione · Javier Yacuzzi · Alejandro Gómez · Luciano Leguizamón 46’ · Mauro Matos 85’ · José Contreras 46’ · Facundo Coria 85’ · Sergio Sena 89’ |
| Carlos Ischia | Allenatori | Daniel Garnero |